# Derry City Football Club
Pour les articles homonymes, voir Derry (homonymie).
Maillots
Actualités
Le Derry City Football Club (en irlandais Cumann Peile Chathair Dhoire), est un club de football basé à Derry en Irlande du Nord. Il a cependant la particularité de ne pas participer à son championnat domestique (celui d'Irlande du Nord), mais à celui de l'Irlande, cas rarissime (voir : Club de football jouant dans un championnat étranger).
Le stade du club est le Brandywell Stadium. L'équipe porte une tenue rayée verticalement en rouge et blanc. De là provient son surnom de the Candystripes,. D’autres locutions sont utilisées pour faire référence au club comme the Red and White Army ou des abréviations de son nom comme Derry ou City.
Le club, fondé en 1928, jouait initialement l’Irish League, le championnat domestique nord-irlandais. Il en gagna le titre en 1965. En 1971, la sécurité du stade devient impossible à garantir à cause des Troubles politiques. Les matches furent donc délocalisés à trente kilomètres de là à Coleraine. Les forces de sécurité nord-irlandaises levèrent les objections sécuritaires l’année suivante, mais sur l’insistance de la ligue irlandaise qui souhaitait la prolongation de ces mesures, le club préféra se retirer du championnat. Après 13 années passées dans les championnats de jeunes, le club rejoignit le championnat d’Irlande en 1985. Une année après son arrivée Derry gagne la First Division et accède ainsi à l’élite du football irlandais. Il gagne le championnat en 1997 et devient un des rares clubs à avoir gagné le championnat de deux pays différents.

## Histoire du Derry City FC

### En Irlande du Nord (1928-1985)
Fondé en 1928, le club décide de ne pas utiliser le nom officiel de la ville Londonderry dans son nom. Le club décida aussi de ne pas reprendre le nom de l’ancien club de Derry, le Derry Celtic FC pour pouvoir s’adresser à tous les fans de football de la ville,,.
Derry City, devenu professionnel, reçut l’autorisation de participer à l’Irish League en 1929. Le club eut aussi l’autorisation de la part de la municipalité de Derry d'utiliser le stade municipal de Brandywell. Le premier succès du club arrive en 1935 avec la victoire dans la City Cup.
Le club répéta son exploit en 1937, mais ne réussit pas à gagner un autre titre majeur avant 1949 et leur victoire sur Glentoran FC en finale de la Coupe d'Irlande du Nord. Ils gagnèrent une nouvelle fois la coupe en 1954, toujours en battant Glentoran. puis une troisième fois en 1964. Cette même année le club gagne la Gold Cup alors que le club n’est plus complètement professionnel depuis 1961. Cette victoire permet à Derry de participer pour la première fois à une compétition européenne, la Coupe d'Europe des vainqueurs de coupe de football 1964-1965. Ce premier contact se solde par une lourde défaite contre le Steaua Bucarest.
Le club remporte le championnat d’Irlande 1965 et se qualifie pour la Coupe d’Europe des clubs champions. En battant FC Lyn Oslo, Derry est alors la première équipe irlandaise à gagner un match aller retour dans une coupe d'Europe. Derry, malgré ce succès, ne participe pas au tour suivant. La fédération nord irlandaise décida que son stade n’était pas assez moderne et ce même s'il avait bel et bien servi au tour précédent. Le club de Derry condamna tout de suite cette décision en suspectant des manœuvres politiques, car il jouait dans une ville principalement nationaliste et était supporté principalement par des catholiques.
L’IFA (la fédération nord-irlandaise de football), basée à Belfast était au cœur de la question nord-irlandaise car elle se présentait comme une organisation protestante souhaitant être représentée par une équipe traditionnellement unioniste,. Les relations entre le club et l'IFA se détériorèrent rapidement
Pendant les quarante premières années du club, il n’y avait eu aucune problématique particulière quant à l’appartenance à une communauté ou à une autre. Mais en 1969, la politique s’immisça dans la vie du club. La campagne pour les droits civils contre le gouvernement nord irlandais se transforma avec l’apparition de violences communautaires. Malgré l’agitation sociale et politique, Derry continue à être performant. En 1971, le club parvient à atteindre la finale de la Coupe d'Irlande du Nord (défaite 3-0 contre Distillery FC).
Le stade se trouvait dans une zone urbaine à majorité républicaine et où se déroulaient les scènes les plus violentes des Troubles, de nombreux supporters des autres clubs commencèrent à refuser de se rendre aux matches. Le Royal Ulster Constabulary (RUC) déclara le quartier insuffisamment sûr pour l’organisation de matches de football. Comme il n’y avait pas d’autre stade équipé pour recevoir les supporters, le club de Derry est alors obligé de se délocaliser à trente kilomètres plus au nord, à Coleraine, zone majoritairement unioniste, pour jouer les matches « à domicile ». Cette situation perdura de septembre 1971 à octobre 1972 quand, face à la désertion du stade, car la majorité des supporters de Derry rechignaient pour des raisons politiques à se déplacer à Coleraine et à cause de sa situation économique, le club demanda l’autorisation de rejouer à Brandywell Stadium. En dépit d'une nouvelle décision des forces de sécurité concluant que le stade de Derry n’était plus considéré comme plus dangereux que n’importe quel autre stade du championnat et d’une évolution des règles de sécurité, la demande de Derry fut rejetée lors d’un vote par ses rivaux du championnat nord-irlandais. Cette décision fut perçue comme une nouvelle preuve de la nature sectaire de la société nord-irlandaise.
Continuer à participer au championnat sans avoir de stade fixe ne pouvait être viable pour le club. Le 13 octobre 1972 Derry se retire de la Ligue professionnelle avec la perception d’y avoir été obligé faisant grandir un sentiment de persécution parmi la communauté nationaliste qui soutenait le club,,.
Le club continua à exister de par son équipe junior pendant treize longues années, recherchant la réadmission dans la Ligue. Chaque fois le club donnait le Brandywell comme stade d’accueil des matchs à domicile, chaque fois la Ligue refusa sa réadmission. Suspectant que les causes du refus étaient sectaires, et croyant qu’il ne pourrait jamais obtenir sa réadmission, le club de Derry se tourna vers la ligue professionnelle de l’État d'Irlande pour trouver une solution.

### Intégration dans le championnat d'Irlande (1985)
Derry demande à joindre le championnat irlandais en 1985 avec le Brandywell Stadium comme terrain officiel. Ce changement de championnat nécessite une autorisation spéciale de la part de la fédération nord-irlandaise et de la FIFA.
Comme leur stade est situé dans une zone fermement républicaine, appelée parfois « Free Derry », et comme il existait localement un très fort scepticisme à l’égard de la police nord-irlandaise, Derry reçut la permission spéciale de la part de l’UEFA d’organiser lui-même le service d’ordre dans le stade. La présence du RUC était perçue comme élément de provocation plutôt que comme force de sécurité.
Cette particularité persiste aujourd’hui. Elle a confirmé pour beaucoup, en plus de la participation au championnat d'Irlande, que le club était celui des nationalistes irlandais, et qu'il se coupait par là même de tous les habitants protestants, et potentiellement supporters d’un club de football de haut niveau, de la ville de Londonderry.
Le tout premier match de Derry City au sein de sa nouvelle fédération est une victoire 3-1 contre le club dublinois de Home Farm FC en Coupe de la Ligue d'Irlande de football au Brandywell stadium le 8 septembre 1985.

### Des hauts et des bas (1986-2006)
Derry City a gagné le championnat deux fois, en 1988-1989 (réussissant cette saison-là le seul triplé Championnat d'Irlande/Coupe/Coupe de la Ligue d'Irlande jamais réalisé dans le football irlandais) et en 1996-1997, et a été trois fois deuxième. Le club a ajouté trois Coupes d’Irlande à son palmarès, en a été deux fois finaliste, et a remporté six Coupes de la Ligue.

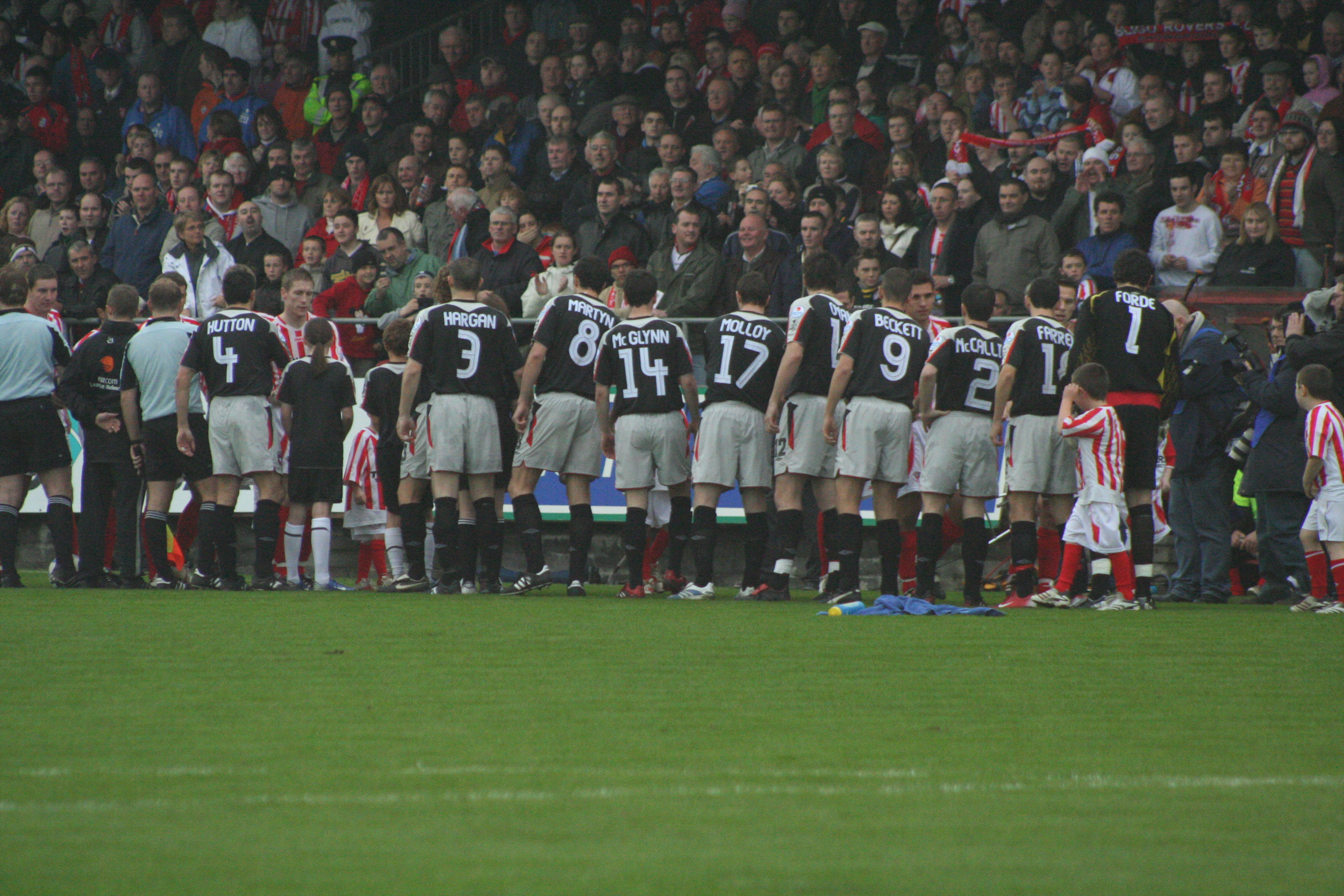
L'équipe de Derry lors de la demi-finale de la Coupe d'Irlande sur le terrain de Sligo Rovers le 29 octobre 2006

Toutefois le club a aussi été au centre de problèmes financiers, étant à la limite de la banqueroute en 2000 pour n’avoir pas payé ses impôts. Une campagne de levée de fonds fut entreprise par des personnalités locales voulant sauver le club. Elle eut pour résultat le sauvetage du club grâce à la générosité des habitants de la ville, et à une politique de collecte de fonds au travers de toute une série de matchs de prestige contre le Celtic FC, Manchester United, le FC Barcelone et le Real Madrid.
Tout cela aida à maintenir à flots le club. Sportivement le club eu une période difficile quand en 2003, il faillit perdre sa place en Premier Division, terminant le championnat à la neuvième place et étant contraint de jouer les barrages de promotion/relégation contre leurs voisins du Donegal Finn Harps. Derry gagne la double confrontation 2-1 et reste ainsi dans l’élite.
Avec des finances sécurisées, le club devient en 2004 le premier club en Irlande à recevoir une licence européenne de la part de l’UEFA. Derry récupère alors son statut d’équipe professionnelle, et sportivement se classe à la deuxième place du championnat.
La victoire du club en Coupe de la Ligue en 2005 permet au club e se qualifier pour la Setanta Cup, une épreuve transfrontalière mettant aux prises clubs irlandais et nord-irlandais.

### Depuis 2006
Derry City joue la Coupe de l’UEFA en 2006-2007, battant les Suédois de l’IFK Goteborg et les Écossais de Gretna FC lors des tours préliminaire pour rencontrer au premier tour le club français du Paris Saint Germain. Après un match nul 0-0 à la maison, Derry perd 2-0 le match retour à Paris.
Derry City termine en 2006 une nouvelle fois le championnat à la deuxième place mais réalise le doublé en coupes en remportant les Coupes d’Irlande et Coupe de la Ligue, se qualifiant ainsi une nouvelle fois pour la Setanta Cup.
Cette double victoire donne aussi la qualification en Coupe de l’UEFA, mais le retrait de Shelbourne FC après de graves difficultés financières, offrent à Derry une place inespérée en Ligue des champions.
Le club remporte la Coupe d'Irlande de football en 2012 et en 2022.
En 2014, Derry termine à la quatrième place de premier division et se qualifie pour la Ligue Europa 2014-2015 ou il s'imposera 9-0 en cumulé contre Aberystwyth Town, plus large succès du club en coupe d'Europe. Derry sera malheureusement éliminé par le Chakhtior Salihorsk au tour suivant.
Les supporters doivent ensuite attendre 2023 pour voir leur club passer un tour en coupe d'Europe avec la victoire 1-0 en cumulé contre le HB Tórshavn au premier tour de Ligue Europa Conférence 2023-2024. Le club élimine ensuite KuPS 5-4 en score cumulé. Le rêve d'une qualification en phase de groupe de Conférence League s'arrête au tour suivant avec l'élimination par le Tobol Kostanaï au terme d'une séance de tirs au but interminable.

## Couleurs et blason

### Les couleurs

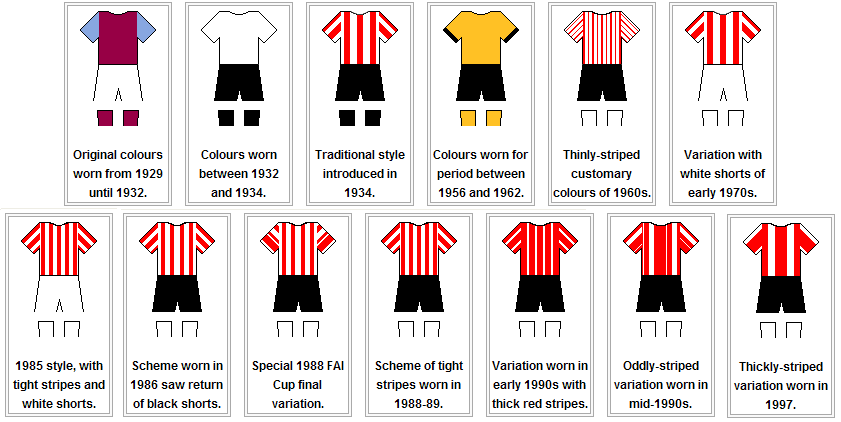
Une sélection des différents maillots portés par le club.

Pour leur première saison en championnat d’Irlande du Nord en 1929-1930, Derry City arbore un maillot bordeaux et un short blanc. Ce maillot a perduré jusqu’en 1932. Le club affiche alors un maillot blanc porté avec un short noir. En 1934, le club adopte ses couleurs maintenant traditionnelles composées d'un maillot rayé verticalement rouge et blanc assorti d'un short noir.
La tenue est une copie de celle portée alors par Sheffield United. Le footballeur nord-irlandais en vogue Billy Gillespie né à proximité de Derry, dans le Comté de Donegal, revient en Irlande du Nord pour entraîner Derry, en 1934, après avoir joué pour Sheffield de 1925 à 1932. Tenu en haute estime dans son pays natal notamment en qualité de joueur sélectionné le plus grand nombre de fois en équipe d’Irlande, il rapporte un jeu de maillot de Sheffield à Derry lors de sa prise de poste.
Ces couleurs ont toujours été portées par le club sauf entre 1956 et 1962. Le maillot change pour une couleur ambre portée sur un short noir. Depuis 1962, le maillot est resté le même. Seules les rayures ont changé de taille au cours des années.
Le short a quasiment tout le temps été noir, même si le blanc a été utilisé au début des années 1970 et en 1985. Les chaussettes sont traditionnellement blanches mais le noir et le rouge peuvent être portés en fonction de la tenue de l’adversaire.
Les tenues pour les matchs à l’extérieur ont varié du blanc au bleu marine en passant par les rayures vertes et les rayures bleues.

### Le blason

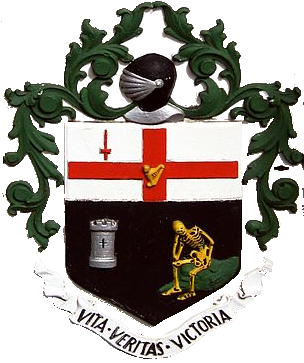
Blason de la ville, utilisé par le club jusqu'en 1986
Logo de 1986 à 1997
Entre 1997 et 2010
Depuis 2010

## Dans la culture populaire
Le club est présent dans de nombreux domaines de la culture populaire irlandaise. Ainsi en musique, le club a été mis en avant par le grand groupe de musique punk de la ville, The Undertones, qui a utilisé pour la couverture de son single My Perfect Cousin sorti en mars 1980 et issu de leur album Hypnotised. La pochette du single fait apparaitre une figurine de subbuteo aux couleurs du club. Le clip vidéo de la chanson fait apparaitre le leader du groupe, Feargal Sharkey habillé du maillot rouge et blanc de Derry, tirant et reprenant de la tête un ballon de football. De plus, dans le deuxième single sorti par le groupe en 1979, Get Over You , figurent les mots "Derry City F.C.".
Le club apparait régulièrement aussi à la télévision. Grâce au fait que le club soit situé en Irlande du Nord, il fait l’objet d’une couverture médiatique des deux côtés de la frontière. La BBC, dans sa série documentaire Who Do You Think You Are?, a diffusé un long reportage montrant la nuit précédant le match de coupe d’Europe contre le club français du Paris SG en 2006-2007. L’émission est en fait consacrée à David Tennant, alors acteur de la série de science-fiction Doctor Who et dont le grand-père Archie McLeod a été le meilleur buteur du club lors de la saison 1935-1936 en marquant 57 buts, record toujours inégalé.

## Le stade
Le stade de Derry (le Brandywell Stadium) a la particularité de présenter un dénivelé de plus d'un mètre entre ses deux buts. Le terrain est donc clairement en pente.

## Bilan sportif

### Palmarès

#### Compétitions nord-irlandaises
- Championnat d'Irlande du Nord de football : champion en 1965
- Coupe d'Irlande du Nord de football : vainqueur en 1949, 1954 et 1964 ; finaliste en 1936, 1957 et 1971
- North West Senior Cup : vainqueur en 1932, 1933, 1934, 1935, 1936, 1937, 1939, 1954, 1960, 1962, 1963, 1964, 1966, 1969, 1970 et 1971
- Northern Ireland Intermediate League : vainqueur en 1980 et 1984

#### Compétitions irlandaises
- Championnat d'Irlande de football : champion en 1989 et 1997
- Coupe d'Irlande de football : vainqueur en 1989, 1995, 2003, 2006, 2012 et 2022 ; finaliste en 1988, 1994, 1997, 2008 et 2024.
- Coupe de la Ligue d'Irlande de football : vainqueur en 1989, 1991, 1992, 1994, 2000 2005, 2006, 2007, 2008 et 2011.
- Coupe du Président : vainqueur en  2023

#### CompétitionsAll-Ireland(Irlande et Irlande du Nord)
- Irish News Cup : vainqueur en 1997
- Setanta Sports Cup : finaliste en 2012

### Bilan européen
Légende
- Victoire ou qualification pour le tour suivant
- Match nul
- Défaite ou élimination de la compétition

Note : dans les résultats ci-dessous, le score du club est toujours donné en premier
| Saison    | Compétition               | Tour                | Club                | Domicile | Extérieur | Total             |
| --------- | ------------------------- | ------------------- | ------------------- | -------- | --------- | ----------------- |
| 1964-1965 | Coupe des coupes          | Seizièmes de finale | Steaua Bucarest     | 0 - 2    | 0 - 3     | 0 - 5             |
| 1965-1966 | Coupe des clubs champions | Tour préliminaire   | FK Lyn              | 5 - 1    | 3 - 5     | 8 - 6             |
| 1965-1966 | Coupe des clubs champions | Seizièmes de finale | RSC Anderlecht      | 0 - 3    | 0 - 9     | 0 - 12            |
| 1988-1989 | Coupe des coupes          | Seizièmes de finale | Cardiff City        | 0 - 0    | 0 - 4     | 0 - 4             |
| 1989-1990 | Coupe des clubs champions | Seizièmes de finale | Benfica Lisbonne    | 1 - 2    | 0 - 4     | 1 - 6             |
| 1990-1991 | Coupe UEFA                | Premier tour        | Vitesse Arnhem      | 0 - 1    | 0 - 0     | 0 - 1             |
| 1992-1993 | Coupe UEFA                | Premier tour        | Vitesse Arnhem      | 1 - 2    | 0 - 3     | 1 - 5             |
| 1995-1996 | Coupe des coupes          | Tour préliminaire   | Lokomotiv Sofia     | 1 - 0    | 0 - 2     | 1 - 2             |
| 1997-1998 | Ligue des champions       | Premier tour Q      | NK Maribor          | 0 - 2    | 0 - 1     | 0 - 3             |
| 2003-2004 | Coupe UEFA                | Tour préliminaire   | APOEL Nicosie       | 0 - 3    | 1 - 2     | 1 - 5             |
| 2006-2007 | Coupe UEFA                | Premier tour Q      | IFK Göteborg        | 1 - 0    | 1 - 0     | 2 - 0             |
| 2006-2007 | Coupe UEFA                | Deuxième tour Q     | Gretna FC           | 5 - 1    | 2 - 2     | 7 - 3             |
| 2006-2007 | Coupe UEFA                | Premier tour        | Paris Saint-Germain | 0 - 0    | 0 - 2     | 0 - 2             |
| 2007-2008 | Ligue des champions       | Premier tour Q      | Pyunik Erevan       | 0 - 0    | 0 - 2     | 0 - 2             |
| 2009-2010 | Ligue Europa              | Deuxième tour Q     | Skonto Riga         | 1 - 0    | 1 - 1     | 2 - 1             |
| 2009-2010 | Ligue Europa              | Troisième tour Q    | CSKA Sofia          | 1 - 1    | 0 - 1     | 1 - 2             |
| 2013-2014 | Ligue Europa              | Deuxième tour Q     | Trabzonspor         | 0 - 3    | 2 - 4     | 2 - 7             |
| 2014-2015 | Ligue Europa              | Premier tour Q      | Aberystwyth Town    | 4 - 0    | 5 - 0     | 9 - 0             |
| 2014-2015 | Ligue Europa              | Deuxième tour Q     | Chakhtior Salihorsk | 0 - 1    | 1 - 5     | 1 - 6             |
| 2017-2018 | Ligue Europa              | Premier tour Q      | FC Midtjylland      | 1 - 4    | 1 - 6     | 2 - 10            |
| 2018-2019 | Ligue Europa              | Premier tour Q      | Dinamo Minsk        | 0 - 2    | 2 - 1     | 2 - 3             |
| 2020-2021 | Ligue Europa              | Premier tour Q      | FK Riteriai         | N/A      | 2 - 3 ap  | 2 - 3             |
| 2022-2023 | Ligue Europa Conférence   | Premier tour Q      | Riga FC             | 0 - 2    | 0 - 2     | 0 - 4             |
| 2023-2024 | Ligue Europa Conférence   | Premier tour Q      | HB Tórshavn         | 1 - 0    | 0 - 0     | 1 - 0             |
| 2023-2024 | Ligue Europa Conférence   | Deuxième tour Q     | KuPS                | 2 - 1    | 3 - 3     | 5 - 4             |
| 2023-2024 | Ligue Europa Conférence   | Troisième tour Q    | Tobol Kostanaï      | 1 - 0 ap | 0 - 1     | 1 - 1 (5 - 6 tab) |
| 2024-2025 | Ligue Conférence          | Premier tour Q      | FCB Magpies         | 2 - 1 ap | 0 - 2     | 2 - 3             |

## Personnalités du club

### Liste des managers
| #  | Nom                 | Période   |
| -- | ------------------- | --------- |
| 1  | Joe McCleery        | 1929-1932 |
| 2  | Billy Gillespie     | 1932-1940 |
| 3  | Comité de sélection | 1940-1942 |
| 4  | Willie Ross         | 1942-1953 |
| 5  | Comité de sélection | 1953-1958 |
| 6  | Tommy Houston       | 1958-1959 |
| 7  | Matt Doherty        | 1959-1961 |
| 8  | Willie Ross         | 1961-1968 |
| 9  | Jimmy Hill          | 1969-1971 |
| 10 | Doug Wood           | 1971-1972 |
| 11 | Willie Ross         | 1972-1972 |

| #  | Nom                    | Période   |
| -- | ---------------------- | --------- |
| 12 | Jim Crossan            | 1985-1985 |
| 13 | Noel King              | 1985-1987 |
| 14 | Jim McLaughlin         | 1987-1991 |
| 15 | Roy Coyle              | 1991-1993 |
| 16 | Tony O'Doherty         | 1993-1994 |
| 17 | Felix Healy            | 1994-1998 |
| 18 | Kevin Mahon            | 1998-2003 |
| 19 | Dermot Keely           | 2003-2003 |
| 20 | Gavin Dykes            | 2003-2004 |
| 21 | Peter Hutton (intérim) | 2004-2004 |
| 22 | Stephen Kenny          | 2004-2006 |
| 23 | Pat Fenlon             | 2006-2007 |
| 24 | Peter Hutton (intérim) | 2007      |
| 25 | John Robertson         | 2007      |
| 26 | Stephen Kenny          | 2007-2011 |

| #  | Nom              | Période        |
| -- | ---------------- | -------------- |
| 27 | Declan Devine    | 2012-2013      |
| 28 | Roddy Collins    | 2013-2014      |
| 29 | Peter Hutton     | janv-sept 2015 |
| 30 | Paul Hegarty     | (intérim) 2015 |
| 31 | Kenny Shiels     | 2016-2018      |
| 32 | Declan Devine    | 2018-2021      |
| 33 | Ruaidhrí Higgins | 2021-2024      |
| 34 | Tiernan Lynch    | 2025-          |